# Симашев, Дмитрий Олегович
Дми́трий Оле́гович Си́машев (род. 4 февраля 2005, Кострома) — российский хоккеист, защитник клуба НХЛ «Юта Маммот». Обладатель Кубка Гагарина 2025 года в составе клуба «Локомотив». Мастер спорта России (2023).

## Карьера
Хоккейный путь начал в родной Костроме, в школе «Урожай» клуба «Искра». Сильно выделялся на фоне сверстников, поэтому обратил на себя внимание скаутов, в том числе «Локомотива» (Ярославль), куда и перешёл. Изначально был нападающим, но из-за нехватки стартовой скорости был переведён в защиту. Свою профессиональную карьеру начал в МХЛ, где быстро прогрессировал и стал одним из лидеров команды «Локо».
Начиная с сезона 2022/23 главный тренер ярославского «Локомотива» Игорь Никитин начал подтягивать Симашева к основному составу, и 2 сентября 2022 года Дмитрий дебютировал в КХЛ в матче против екатеринбургского «Автомобилиста», став первым игроком 2005 года рождения, сыгравшим в лиге. 12 ноября 2023 года забил первый гол в КХЛ в ворота команды «Салават Юлаев».
28 июня 2023 года был выбран в 1-м раунде под общим 6-м номером клубом «Аризона Койотис» на драфте НХЛ 2023 года.
28 мая 2025 года подписал трёхлетний контракт новичка с клубом НХЛ «Юта Маммот» на общую сумму $2,85 млн.